# Campeonato Africano de Futebol Sub-17 de 2013
O Campeonato Africano de Futebol Sub-17 de 2013 foi a 10ª edição da competição organizada pela Confederação Africana de Futebol (CAF) para jogadores com até 17 anos de idade. O torneio foi classificatório para o Campeonato Mundial da categoria, que irá acontecer nos Emirados Árabes.
Foi a primeira vez que o Marrocos organizou esse torneio. A Costa do Marfim conquistou o título da categoria pela primeira vez na era da classificação ao Mundial. Nigéria, Marrocos e Tunísia completaram a relação de classificados para o mundial sub-17.

## Equipes participantes
| - Botsuana - Congo - Costa do Marfim - Gabão | - Gana - Marrocos (Anfitrião) - Nigéria - Tunísia |

## Estádios
| Casablanca         | Casablanca Marrakech |
| ------------------ | -------------------- |
| Stade Mohamed V    | Casablanca Marrakech |
| Capacidade: 67.000 | Casablanca Marrakech |
|                    | Casablanca Marrakech |
| Marrakech          | Casablanca Marrakech |
| Stade de Marrakech | Casablanca Marrakech |
| Capacidade: 45.240 | Casablanca Marrakech |
|                    | Casablanca Marrakech |

## Sorteio
O sorteio para o torneio foi realizado em 9 de dezembro de 2012, em Cairo, Egito.

## Premiação
| Campeonato Africano Sub-17 de 2013 |
| Costa do Marfim                    |
| ---------------------------------- |
| COSTA DO MARFIM Campeã (1º título) |

## Artilharia
7 gols
- Success Isaac

5 gols
- Kelechi Iheanacho

4 gols
| - Firas Belarbi | - Younes Bnou Marzouk | - Hazem Haj Hassen |

3 gols
| - Yahaya Umar | - Hamza Sakhi | - Mac Leod Eyamba |

2 gols
| - Kevine Bouanga Owane | - Yaw Yeboah | - Junior Landry |

1 gol
| - Orebonye Tumisang - Bersyl Ngatsongo Obassi - Kader Bidimbou - Guy Bedi - Prince Izu Omego | - Nabil Jaadi - Ifeanyi Matthew - Kabelano Mooketsane - Walid Sabar | - Bernard Bulbwa - Moez Abboud - Mohamed El Boauzzati - Chris Bile Bedia |

Gol contra
| - Wilnod Allogho (a favor da Tunísia) | - Yasser Sellimi (a favor do Gabão) |  |